# Ira Bowen
Ira Sprague Bowen, född 21 december i Seneca Falls, New York, USA, 1898, död 6 februari 1973, var en amerikansk fysiker och astronom. Han var 1931–1945 professor i astrofysik vid Caltech. Han var 1946–1964 chef för Mount Wilson-observatoriet och var 1948–1964 chef för Palomarobservatoriet. Han invaldes 4 december 1963 som utländsk ledamot av Kungliga Vetenskapsakademien. År 1927 slog han fast att nebulium inte var ett nytt grundämne utan dubbeljoniserat syre.

## Biografi
Bowen var son till Philinda Sprague och James Bowen. På grund av familjens frekventa flyttningar skolades han i hemmet fram till faderns död 1908. Från den tidpunkten gick han på Houghton College där hans mor arbetade som lärare. Efter examen från gymnasiet 1915 fortsatte Bowen på junior college vid Houghton College och gick senare över till i Oberlin College där han tog examen 1919. Under tiden vid Oberlin College utförde han en del forskning om stålets egenskaper tillsammans med forskaren Robert Hadfield. Resultaten publicerades 1921.
Bowen började studera fysik vid University of Chicago hösten 1919. Redan 1921 kom han in i Robert A. Millikans forskargrupp. Han fick i uppdrag att göra ultraviolett spektroskopi av kemiska element. Millikan övertalades av George Ellery Hale att flytta till California Institute of Technology 1921 och Bowen flyttade med honom. Kontakten med Hale gjorde det möjligt för Bowen att också arbeta vid Mount Wilsonbservatoriet och Palomarobservatoriet. 
Bowen föreläste om allmän fysik på Caltech och forskade om kosmisk strålning samtidigt som han fortsatte sina studier om UV-spektroskopi. Han gjorde också beräkningar på spektra för de lätta elementen i det periodiska systemet. Med dessa data och inspiration från ett kapitel om gasformiga nebulosor och strålningsemission vid låg densitet i boken Astronomi av Henry Norris Russell, Raymond Smith Dugan och John Quincy Stewart, uppnådde han sin mest kända upptäckt.
De gröna emissionslinjerna vid 4 959 och 5 007 Ångström i Kattögenebulosan upptäcktes av William Huggins 1864. Eftersom inget känt element visade dessa emissionslinjer i experimentet drogs i slutet av 1890-talet slutsatsen att ett nytt element var orsaken till dessa linjer, som de kallade nebulium. Bowen kunde beräkna de förbjudna övergångarna av dubbelt joniserat syre för att vara exakt där linjerna hade hittats. Den låga sannolikheten för kollisioner i nebulosan gjorde det omöjligt för syret att komma från det exiterade tillståndet till dess grundtillstånd och då var de förbjudna övergångarna huvudvägen för relaxeringen. Bowen publicerade sina resultat 1927 och drog slutsatsen att nebulium inte var ett grundämne.
Bowen var den första direktören för Palomarobservatoriet och tjänstgjorde där från 1948 till 1964. Före sin pensionering 1964 och även efteråt var Bowen involverad i förbättringen av den optiska utformningen av flera stora optiska instrument, till exempel 100-tums teleskopet Irenee duPont vid Las Campanas Observatory.
Han är också känd inom meteorologin för införandet av Bowen-förhållandet, som beskriver förhållandet mellan sensibelt och latent värme över en avdunstande yta.

## Hedersbetygelser
Bowen valdes in i The National Academy of Sciences 1936. 

### Priser
- Henry Draper-medaljen av The National Academy of Sciences (1942)[13]
- The Franklin Institute Howard N. Potts Medal (1946)
- Rumfordpriset av American Academy of Arts and Sciences (1949) [14]
- Frederic Ives Medal (1952)
- Brucemedaljen (1957)[15]
- Henry Norris Russell Lectureship (1964)[16]
- Royal Astronomical Societys guldmedalj (1966)[17]

### Namngivning
- Nedslagskratern Bowen på månen[18]
- Asteroiden 3363 Bowen är uppkallad efter honom.[19]
- Bowen-förhållandet mellan sensibelt och latent värme över en avdunstande yta.